# Gaston De Roeck

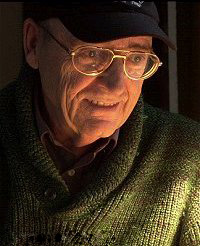
Gaston De Roeck

Gaston De Roeck (Gent, 22 april 1937 - aldaar, 4 januari 2005) was een speurder naar het verdwenen paneel De Rechtvaardige Rechters van Het Lam Gods van Jan en Hubert van Eyck.
De Roeck is caféhouder en taxichauffeur geweest, maar hij verwierf bekendheid met zijn intensieve zoektocht naar het in 1934 gestolen en daarna verdwenen paneel. In 1976 schreef hij voor het eerst over zijn speculaties van de bergplaats.
Na intensieve studie van de tekeningen die gevonden werden in de documenten van Arsène Goedertier en die na de publicatie door Mortier & Kerckhaert in diverse dag- en weekbladen werden overgenomen, kwam De Roeck tot de conclusie dat de Rechters moesten gezocht worden in het grafmonument van de in 1577 overleden Viglius Aytta. Dit monument bevond zich in de zesde kapel van de kathedraal, precies naast de kapel waarin het retabel van het Lam Gods werd bewaard.
Gaston De Roeck werd vooral getroffen door de overeenkomst tussen het pseudoniem D.U.A. waarmee de criminele correspondent van het bisdom destijds zijn brieven ondertekende en de initialen van 'Dominus Vigilius Aytta': eveneens D.U.A. (waarbij 'Dominus' Latijn voor is 'Heer', en de U een Latijnse V).
Tussen de schetsen van Goedertier vond De Roeck een tekening die een soort urne voorstelde, samen met aantekeningen en getallen die op een oppervlakteberekening konden wijzen: 'contour supérieur 3,20 m., hauteur 1,10 m.' en aan de onderzijde nog de vermelding 0,63. De Roeck meende dat deze afmetingen niet een monumentale vaas beschreven, zoals tot op dat ogenblik algemeen werd aangenomen, maar betrekking hadden op de graftombe van Viglius Aytta.
Er werd door de bevoegde diensten hiernaar nooit enig onderzoek ingesteld.
In 2001 zette hij onder het pseudoniem Arsène Goedertier (naar de mogelijke dief) een website op. De Roeck onthulde met mondjesmaat informatie over de omstandigheden van de roof en de mogelijke bergplaats van de Rechtvaardige rechters. Op 4 oktober 2002 onthulde hij de mogelijke bergplaats: achter het altaar van de Sint-Gertrudiskerk te Wetteren. Daar vond men echter niets. Wel zat er een groot gat in de houten wand met afmetingen die ongeveer overeenstemmen met die van het paneel.
Net voor zijn dood was Gaston De Roeck ervan overtuigd dat het paneel niet meer bestond.